# Verdes Equo
Verdes Equo (VQ), también conocido simplemente como EQUO (su nombre oficial hasta marzo de 2021), es un partido político español de carácter ecologista creado en 2011. Desde mayo de 2013 forma parte del Partido Verde Europeo, que le había mostrado su apoyo desde sus inicios. A nivel mundial tiene carácter de observador en Verdes Globales.
El proyecto fue presentado el 24 de septiembre de 2010 por Juan López de Uralde junto con la confederación verde y mucha gente independiente, en Madrid, con el objetivo de promover la convergencia del movimiento verde español hacia un partido político a semejanza de otros partidos del entorno europeo, que se presentara a las elecciones generales de noviembre del año siguiente. Inicialmente se constituyó en fundación, con la denominación Fundación Equo y el objetivo de ser un «núcleo de formación y debate sobre ecología política y equidad social y la formación de un movimiento sociopolítico», la cual fue inscrita en el registro de fundaciones del Ministerio de Medio Ambiente y Medio Rural y Marino el 3 de febrero de 2011, con Reyes Montiel como presidenta. Aunque el partido político fue inscrito en el Registro de Partidos Políticos del Ministerio del Interior el 18 de febrero, el manifiesto fundacional no se rubricó hasta el 4 de junio. Su asamblea constituyente tuvo lugar los días 8 y 9 de octubre de 2011, y su congreso constituyente se celebró los días 7 y 8 de julio de 2012.
En el Congreso de los Diputados, gracias al acuerdo alcanzado con Más País, desde 2019 a 2023 poseyó una diputada, Inés Sabanés. En el Parlamento Balear estuvo presente con David Abril en Més. En las Cortes Valencianas, dentro de la coalición Compromís, tiene dos representantes propios: Juan Bordera (independiente) y Paula Espinosa. En la Asamblea de Madrid está representado por Alejandro Sánchez Pérez, María Pastor y Paz Serra en Más Madrid.

## Historia

### Inicios

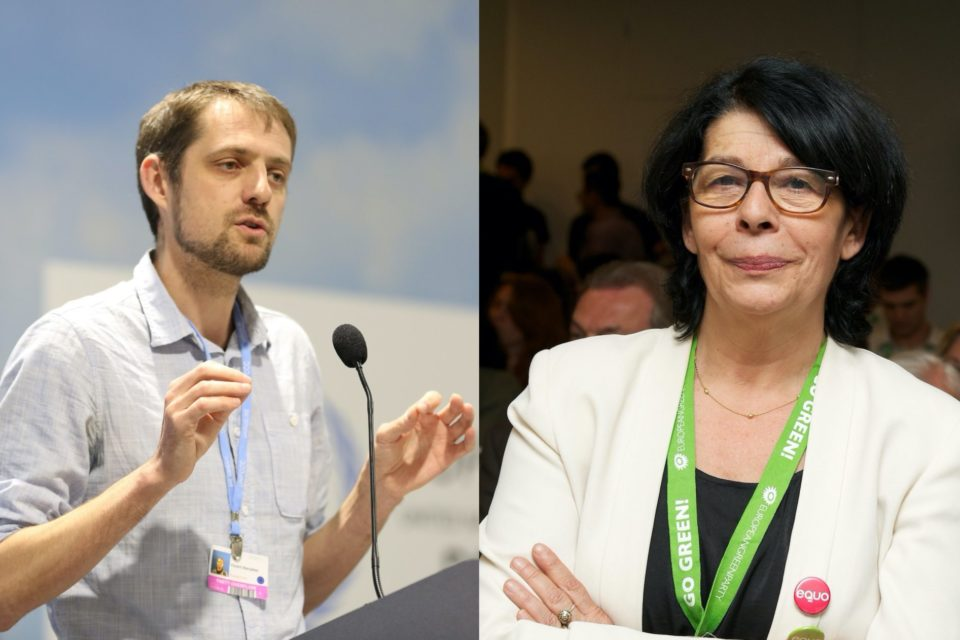
Florent Marcellesi (exeurodiputado del grupo Los Verdes) e Inés Sabanés (exdiputada en el Congreso).

En julio de 2010, Juan López de Uralde, poco antes de su abandono del cargo de director ejecutivo de Greenpeace, anunció su disposición a liderar "una nueva fuerza política verde en España". El 24 de septiembre López de Uralde, acompañado del director en funciones de SEO/Birdlife, Alejandro Sánchezpresentaron el proyecto EQUO en Madrid, tras lo cual se realizaron diversos actos de presentación por toda España. En el acto de presentación, Uralde dio la bienvenida a la "confluencia" con Iniciativa per Catalunya Verds y con la plataforma política promovida por esta, Espacio Plural. También la Coordinadora Verde, que agrupaba a diversos partidos verdes, anunció su convergencia con EQUO. El nombre de EQUO provenía de las palabras "ecología" y "equidad", y fue idea del poeta Fernando Beltrán. Inicialmente, EQUO comenzó como una fundación, aprobada en febrero de 2011. La puesta en marcha como partido político se produjo posteriormente. Debido a ello, EQUO no se presentó a las elecciones municipales y autonómicas españolas de 2011, aunque sí mostró su apoyo hacia algunas candidaturas ecologistas.
El 4 de junio de 2011, aprovechando que en la jornada siguiente era el Día Mundial del Medio Ambiente, tuvo lugar un encuentro organizado por EQUO en el que participaron más de 30 organizaciones políticas verdes y progresistas de todo el país para la puesta en marcha de un proyecto político estatal, que concurriera a las siguientes elecciones generales. Entre los partidos presentes se encontraban representantes de Iniciativa del Poble Valencià, IniciativaVerds o ICV. El manifiesto del 4 de junio recogía la voluntad de unión y acción de estas organizaciones:

Vivimos una profunda crisis económica y ecológica, social y política, en el mundo y en España. Es una crisis sistémica y una crisis de valores, que exige iniciar la transición hacia un sistema basado en la sostenibilidad ambiental, la equidad social y la participación política activa. Con ese objetivo las organizaciones abajo relacionadas nos reunimos en Madrid para unir nuestras fuerzas en un proyecto político nuevo para buscar respuestas y fórmulas alternativas desde la transformación ecológica, social, ética y democrática de la sociedad.

Entre las formaciones que firmaron el manifiesto fundacional, las que han avanzado más en su proceso de integración en EQUO son el Partido Verde Canario (PVC) y Los Verdes de Canarias, Los Verdes de Andalucía, Los Verdes de la Región de Murcia, Ecolo Verdes de Madrid, Plataforma Melilla Verde, y Los Verdes de Aragón.
De entre los partidos que firmaron el manifiesto, solo Iniciativa del Poble Valencià y Els Verds-Esquerra Ecologista del País Valencià (miembros de la Coalició Compromís) e IniciativaVerds (en coalición estable con el PSM-Entesa Nacionalista y Entesa per Mallorca) disponían de representación en parlamentos autonómicos.
Desde Compromís, dos de cuyos miembros aparecen como firmantes en el manifiesto fundacional de EQUO, se manifestó su apoyo al nuevo partido pero sin renunciar a sus propias siglas.
En Cataluña, Iniciativa per Catalunya Verds, y EQUO pactaron un acuerdo de asociación y protocolo de relaciones en el que definió a este partido como un "proyecto hermano" y declaró que se presentarán conjuntamente en las elecciones europeas de 2014. En virtud del acuerdo de asociación entre EQUO e ICV se consideran referentes en sus respectivos ámbitos de implantación, es decir, ICV es el referente de EQUO en Cataluña y EQUO es el de ICV en el resto de España, hecho que se manifestó en las elecciones de 2011 al pedir el voto mutuamente. Sin embargo ICV apostó por reeditar su coalición con EUiA, el referente catalán de Izquierda Unida, para las elecciones generales.

### Incorporación de personalidades
Desde el inicio del proceso de fundación de EQUO, diversas personas procedentes de otros partidos políticos como Izquierda Unida o el PSOE se adhirieron al proyecto: en octubre de 2010 se sumaba Reyes Montiel, seguida por Inés Sabanés en junio del año siguiente, ambas diputadas autonómicas de Izquierda Unida en Madrid. También se unieron a EQUO Ildefonso Hernández, ex director general de Salud Pública del Ministerio de Sanidad con el PSOE y expresidente de la Sociedad Española de Salud Pública en mayo de 2011; Alejandro Sánchez Pérez, director durante los últimos 20 años de la ONG SEO/Birdlife; Joaquín Nieto, primer secretario confederal de Medio Ambiente de CCOO, director de la Organización Internacional del Trabajo en España y número dos de la lista de IU al Congreso por Madrid en 2008; Domingo Jiménez Beltrán, exdirector de la Agencia Europea de Medio Ambiente y exasesor de desarrollo sostenible y medio ambiente de la Oficina Económica del Presidente del Gobierno con José Luis Rodríguez Zapatero; e históricos del ecologismo como Santiago Martín Barajas.
Igualmente hubo rumores acerca de la incorporación de los exministros socialistas Cristina Narbona o María Antonia Trujillo.

### Portavocía y Comisión Ejecutiva Federal
EQUO, al igual que los demás partidos ecologistas europeos,[cita requerida] utiliza la terminología de "co-portavoces" para su dos principales responsables políticos, uno de cada sexo, ya que una de las señas de identidad del Partido Verde Europeo y de EQUO es el mantenimiento estricto de la paridad en sus órganos de dirección. Así, el 30 de junio de 2011, en una votación abierta a afiliados y simpatizantes, fueron elegidos como co-portavoces a nivel estatal Juan López de Uralde y Reyes Montiel. Ambos fueron reelegidos en el primer congreso de EQUO en julio de 2012. Las personas elegidas para la Comisión Ejecutiva Federal (CEF) fueron: Juan López de Uralde, Itziar Aguirre, Pepa López, Reyes Montiel, Carolina López, Alejandro Sánchez, Rafa Font, Pilar Álvarez, Neus Truyol, Carmen Tejero, Pepe Larios, Pau de Vílchez, Nacho González y Pasqual Mollà. El 24 de mayo de 2014, un día antes de las elecciones europeas, Reyes Montiel presentó su dimisión como coportavoz. La comisión ejecutiva federal del partido eligió a Carolina López en su lugar el 29 de mayo de 2014.
El 2 de noviembre de 2014 (II Asamblea Federal) fueron elegidos Juan López de Uralde, de nuevo, y Rosa Martínez. Las personas elegidas para la CEF fueron: Carolina López, Carmen Tejero, Itziar Aguirre, Irene Fernández-Mayoralas, Sonia Ortiga, Mar de Salas, Aitor Urresti, Alejandro Sánchez, Juvenal García, Sergio Aguilar, Ramón Linaza, Josep Ruíz; y Teresa Herreno como Tesorera.
El 6 y 7 de noviembre de 2016 en la III Asamblea Federal de EQUO se escogen como Coportavoces a Juan López de Uralde, y Rosa Martínez. Tras la dimisión de Rosa Martínez, la coportavoz es Marta Santos. Archivado el 2 de octubre de 2019 en Wayback Machine. Las personas elegidas para la CEF fueron: Alejandro Aguilar, Pilar Calvo, Beatriz del Hoyo, Mar de Salas, Carmen Ibarlucea, Pepe Larios, Sara Martínez, Monika Monteagudo, Mateo Quirós, Elena Revuelta, Cristina Rodríguez y Marta Santos.
En octubre de 2018 en la IV asamblea de EQUO y tras el acuerdo de varias miembros relevantes de EQUO, se eligen como Coportavoces a Löic Alejando y a la exdiputada por Andalucía, Carmen Molina, que tras el problema de las elecciones europeas del 2019, tuvo que dimitir. Cuando esto sucede entra a sustituirla María Antonia Gómez. Las personas elegidas para la comisión ejecutiva federal fueron: Nieves Montero, Edurne Baranda, Beatriz del Hoyo, María Antonia (Toñi) Gómez Navarro, Marta Santos, Dolores Póliz, Sindo Rubín González, Loïc Alejandro, David Baidez García, José Manuel Zúñiga Suescun, Jorge Lozano Mendoza, Francisco Pineda Zamorano; y Silvia Lucas como tesorera.
Tras un difícil periodo electoral, el partido se refunda en la V asamblea de EQUO y convoca una renovación de las coportavocías y la Ejecutiva Federal. Sus bases eligen en marzo de 2020 a dos nuevos coportavoces federales, muy conocidos en el ámbito de la ecología política, en esta ocasión a la diputada en el Congreso de la coalición de Más País-EQUO Inés Sabanés y al ex eurodiputado de Los Verdes Europeos Florent Marcellesi que obtuvieron un apoyo superior al 70% en ambos casos para iniciar esta nueva etapa. Las personas elegidas para la comisión ejecutiva federal fueron: Silvia Rodríguez, Ana Álvarez, Miriam Graña, Silvia Mellado, María Antonia (Toñi) Gómez Navarro, Olga Álvarez, Alfons Domínguez, Rodolfo Coloma, Txema Olleta, Jorge Luis Bail, Jorge Lozano, Hugo de Armas; y Silvia Lucas como tesorera.
En la VI Asamblea de EQUO repitió Florent Marcellesi y se eligió como coportavoz a la exconcejala de Huesca Silvia Mellado. Las personas elegidas para la comisión ejecutiva federal fueron: Silvia Rodríguez, Ana Álvarez, Miriam Graña, Irene Vivas, Catalina Abell, Astrid Portero, Alfons Domínguez, Rodolfo Coloma, Txema Olleta, Bertomeu Tugores, Jorge Lozano, Pepe Escrig; y Anja Kruschinski como Tesorera.
En la VII Asamblea de EQUO fueron elegidos como coportavoces Mar González y José Ramón Becerra, director general de Derechos Animales de España. Las personas elegidas para la comisión ejecutiva federal fueron: Mireia Roncero, Ana Álvarez, Chusa Barrantes, Catalina Abell, Esther Gómez, Astrid Portero, Rodolfo Coloma, Bartomeu Tugores, Miguel Ángel Heredia, Rufino Fernández, Hugo Abad Frías (tras su dimisión Pedro Fuentes), Aurelio González; y Anja Kruschinski como Tesorera.

### Elecciones generales de 2011
Para las elecciones generales de 2011, EQUO rechazó la propuesta de presentarse con IU en una candidatura común de izquierdas, y anunció su propósito de presentarse en toda España, salvo en Cataluña, pues Iniciativa per Catalunya Verds, miembro del Partido Verde Europeo, ya existía allí y este grupo europeo pide que sus partidos miembros o en proceso de serlo no compitan electoralmente entre sí.[cita requerida] Ambos partidos firmaron un protocolo de intenciones por el que se reconocían mutuamente como referentes en cada uno de los territorios donde se presentan, y acordaban concurrir unidas a las elecciones al Parlamento Europeo en 2014. EQUO se presentó en solitario en el resto de España salvo en la Comunidad Valenciana, Islas Baleares, Santa Cruz de Tenerife y la Región de Murcia (solo en el Senado), si bien solo los resultados de la Comunidad Valenciana se computarían aparte, haciéndolo como parte de EQUO los del resto de coaliciones. De acuerdo con la ley electoral española, para poder presentarse en una circunscripción dada, un partido o coalición extraparlamentaria tiene que obtener la firma de un mínimo del 0,1 % de los votantes del censo en dicha circunscripción.
- En la Comunidad Valenciana, EQUO se unió a la coalición Compromís para las elecciones,[56][57][58][59] formada por el Bloc Nacionalista Valencià, Iniciativa del Poble Valencià y Els Verds-Esquerra Ecologista. A pesar de que los dos últimos formaban parte del manifiesto fundacional de EQUO, este se sumó a la coalición como cuarto partido.[60] Otro firmante del manifiesto, Los Verdes de Villena, ya se habían sumado a la coalición para las elecciones a las Cortes Valencianas de 2011.[61]

- En las Islas Baleares, EQUO se presentó en las elecciones al Congreso junto a Iniciativa Verds y Els Verds de Menorca,[62] firmantes del manifiesto fundacional, en la coalición PSM-Iniciativa-Entesa-EQUO,[63] formada por el PSM-Entesa Nacionalista, Entesa per Mallorca e Iniciativa Verds,[64] con EQUO como cuarto partido de la coalición. El candidato fue el alcalde de Esporlas, el nacionalista Miquel Ensenyat, del Partit Socialista de Mallorca.[65] En las elecciones al Senado, EQUO repitió coalición en Mallorca, en tanto que se presentó en solitario en Menorca. No concurrió en Ibiza-Formentera.

- En la provincia de Santa Cruz de Tenerife, EQUO participó en una coalición con Alternativa Sí se puede por Tenerife (SSP) y Socialistas por Tenerife (SxTF) con el nombre Sí Se Puede-Socialistas por Tenerife-EQUO.[66] El candidato fue Manuel Marrero Morales, independiente y dirigente de la Intersindical Canaria. En el Senado repitió coalición con SSP y SxTF en Tenerife, concurrió en solitario La Gomera y La Palma. No se presentó en El Hierro.

- Para el Senado, en la Región de Murcia, EQUO formó coalición con Izquierda Unida (IU) y Movimiento por Santomera (MOS), presentando una candidatura sin siglas denominada Asamblea para el Senado.[67]

En toda España, EQUO obtuvo 60 000 avales, de los cuales 13 500 fueron en la Comunidad de Madrid (donde se necesitaban 4654). En este número se incluyen los 11 208 que PSM-Entesa Nacionalista e Iniciativa Verds consiguieron en Baleares, pero no los 25 000 de Coalició Compromís en la Comunidad Valenciana. En las provincias donde EQUO se presentó en solitario, los mejores resultados se dieron en Asturias y Sevilla, donde se llegaron a triplicar los avales necesarios. Tras el proceso de recogida de avales, EQUO se presentó en toda España al Congreso (en solitario o en coalición) salvo en Teruel, Zamora, Palencia, Lugo y Ceuta. Tampoco se presentó al Senado en Ibiza-Formentera y en El Hierro.
El candidato a presidente y el cabeza de lista de cada circunscripción fueron elegido mediante elecciones primarias en las que todos los afiliados y simpatizantes podían votar. En las primarias realizadas para elegir al cabeza de lista por Madrid, que se celebraron entre el 13 y el 15 de septiembre y a las que se presentaron un total de 26 candidatos, resultó vencedor Juan López de Uralde. La número dos por Madrid, tras Uralde, fue Inés Sabanés.
La lista al Congreso de los Diputados por Valencia de Compromís-Q (sigla que adoptó Coalició Compromís para las elecciones generales) la lideró el nacionalista valenciano Joan Baldoví del BLOC. Por Castellón, el candidato fue el también nacionalista Roger Mira. Por Alicante, la cabeza de cartel fue Aitana Mas, de Iniciativa del Poble Valencià.
Finalmente, EQUO no consiguió representación parlamentaria pese a ser la novena formación más votada con 215 776 votos (0,88 % del total). Estos votos contabilizan las coaliciones de Santa Cruz de Tenerife y Baleares, pero no los de la Comunidad Valenciana. En esta, el cabeza de lista de Compromís-Q por Valencia, Joan Baldoví, salió elegido diputado con 85 725 votos (6,03 % de votos), habiendo obtenido la coalición 125 150 votos en toda la Comunidad Valenciana (0,51 % del total estatal). Sus mejores resultados en solitario fueron en la circunscripción electoral de Álava, con un 2,10 % de los votos (3559 votos), seguida de la de Madrid con un 1,92 % (64 828 votos), y sus mejores resultados en coalición fueron en la circunscripción electoral de Baleares con un 7,16 % de los votos (31 378 votos).

### Elecciones andaluzas y asturianas de 2012
Equo concurrió a las elecciones al Parlamento de Andalucía de 2012 con la denominación EQUO Andalucía. Eligió a sus candidatos mediante primarias de afiliados y simpatizantes, en las que cualquier afiliado a Equo podía ser elegido. El cabeza de lista a las elecciones andaluzas fue Esteban de Manuel, arquitecto y activista social. EQUO obtuvo en el conjunto de la comunidad autónoma 20 544 votos (0,53 %), siendo la sexta formación más votada pero sin conseguir representación parlamentaria. Sin embargo perdió casi la mitad de los votos obtenidos en las anteriores generales (en las que obtuvo un 0,81 % de los votos), consiguiendo un resultado ligeramente inferior al obtenidos por Los Verdes de Andalucía en las anteriores autonómicas (en las que obtuvo un 0,56 % y 5000 votos más).
EQUO, bajo la denominación EQUO-Los Verdes de Asturias, se presentó a las elecciones en solitario, al no haberse revalidado el acuerdo que existía entre Izquierda Unida y Los Verdes de Asturias. La composición de las listas electorales de EQUO se determinó mediante primarias abiertas a afiliados y simpatizantes. La cabeza de lista fue Pilar Calvo, coportavoz de EQUO Asturias. EQUO-Los Verdes de Asturias obtuvo en el conjunto de la comunidad autónoma 2518 votos (0,50 %), siendo la séptima formación más votada y sin conseguir representación. EQUO perdió casi la mitad de los votos obtenidos en las anteriores generales.

### I Congreso

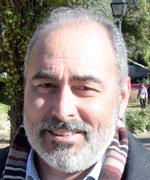
Alejandro Sánchez, diputado regional en la Asamblea de Madrid y exdirector General de la SEO/BirdLife.

El primer congreso del partido se llevó a cabo los días 7 y 8 de julio de 2012 en Madrid. Pocos días antes, Los Verdes de Villena habían anunciado su abandono del proyecto. De acuerdo con Javier Esquembre, líder de Los Verdes de Villena y alcalde de esta localidad, «todos éramos conscientes que era infértil trabajar en el falso proyecto de EQUO en la Comunidad Valenciana porque nunca se respetarían las reglas ni las normas y se estaba configurando un escenario político del cual no compartíamos en absoluto». Además, añadieron que no entendían la “doble militancia” (en referencia a Iniciativa del Poble Valencià) ni la “excesiva influencia” que, a su juicio, tenían IdPV y Els Verds-Esquerra Ecologista en los órganos de decisión de EQUO. En la ceremonia inaugural participaron representantes del Partido Verde Europeo (su copresidente Monica Frassoni), del partido islandés Movimiento de Izquierda-Verde (Guðfríður Lilja Grétarsdóttir), de otros partidos españoles (BLOC, ICV e IU), de sindicatos (UGT, CCOO), de la FELGTB (su presidente Boti García), del Consejo de la Juventud de España, y de ONG ecologistas (WWF) y de cooperación humana (Plataforma 2015 y más).
Organizado en tres comisiones de trabajo, presididas respectivamente por Mònica Oltra, Inés Sabanés y Esteban de Manuel, los afiliados y simpatizantes desarrollaron los documentos congresuales que previamente habían sido trabajados por la Equomunidad (estatutos, órganos electos, carta constituyente, economía y sociedad, democracia y derechos humanos, y sostenibilidad). Tras la aprobación de estos textos en plenario, se eligió a su órgano de dirección, la Comisión Federal, votada por afiliados y simpatizantes a través de Internet y de forma presencial en el Congreso y compuesta de forma paritaria por 7 mujeres y 7 hombres: Juan López de Uralde, Itziar Aguirre, Alejandro Sánchez, Pepa López, Reyes Montiel, Rafa Font, Pasqual Mollà, Pau de Vilchez, Neus Truyol, Pilar Álvarez, Carolina López, Nacho González, José Larios y Carmen Tejero.
Los Estatutos fueron aprobados parcialmente en el Congreso, puesto que no hubo tiempo para debatirlos y votarlos por entero. Se acordó que una comisión de redacción se encargaría de ultimar dicho documento. Entre las resoluciones aprobadas por el Congreso se encontraron la estructuración federal del partido, en el que las federaciones de cada comunidad autónoma serán soberanas e incluso podrán tener personalidad jurídica propia, con estatutos que deben seguir las directrices emanadas de la organización federal, incluyendo siempre la palabra EQUO en su denominación. También se aprobó no incluir la imagen del girasol, marca del Partido Verde Europeo, en el logo de EQUO. Sin embargo, las resoluciones que suscitaron más polémica fueron las relativas a la plurinacionalidad de España y a la defensa del derecho de autodeterminación como objetivo prioritario, propuestas por la delegación de Baleares. Tal y como propugnaba la delegación de EQUO Euskadi, ambas modificaciones fueron rechazadas para ser incluidas en la Carta Constituyente y en los Estatutos respectivamente. Este hecho provocó el desacuerdo de las representantes de Iniciativa del Poble Valencià, Mònica Oltra y Mireia Mollà.
El 12 de julio, la Comisión Federal eligió como coportavoces a Juan López de Uralde y Reyes Montiel.

#### Partidos que se integraron en EQUO para formarlo o que posteriormente se integraron
| Región                 | Nombre |
| ---------------------- | --- |
| Andalucía              | Los Verdes de Andalucía Los Verdes de Puerto Real Iniciativa por Marbella y San Pedro Espacio Verde Andalucía Ecológica Ecolo Córdoba |
| Aragón                 | Los Verdes de Aragón |
| Principado de Asturias | Alternativa verde por Asturias Equo |
| Canarias               | Partido Verde Canario Los Verdes de Canarias |
| Cantabria              | Los Verdes Cantabria y CastroVerde |
| Castilla-La Mancha     | Los Verdes Castilla-La Mancha |
| Castilla y León        | Los Verdes de Laciana Verdes de Segovia Verdes de Salamanca |
| Cataluña               | Esquerra Verda |
| Ceuta                  | Los Verdes de Ceuta |
| Comunidad de Madrid    | Los Verdes de Madrid Los Verdes Comunidad de Madrid Gira Madrid-Los Verdes |
| País Vasco             | Berdeak |
| Extremadura            | Verdes de Extremadura |
| Galicia                | Espazo Ecosocialista Galego |
| Islas Baleares         | Els Verds de Mallorca Els Verds de Menorca |
| Melilla                | Plataforma Melilla Verde |
| Navarra                | Nafarroako Berdeak |
| Comunidad Valenciana   | VerdsEquo del País Valencià Els Verds-Esquerra Ecologista del País Valencià Los Verdes de Villena (Los Verdes de Europa) Los Verdes de Novelda (Els Verds del País Valencià) Iniciativa Verds Iniciativa del Poble Valencià Ciudadanos por Altea Verdes de Paterna. |
| Región de Murcia       | Los Verdes de la Región de Murcia |

- Los Verdes-Grupo Verde: 
  - Desde mediados de 2020 el partido parece estar inactivo[97] y su única actuación ha consistido en replicar, modificándolo[98] un manifiesto previamente publicado por otras organizaciones verdes.[99]
  - En las instituciones donde no se presenta a las elecciones, pide el voto para Verdes Equo o equivalente (o para la candidatura que integre a Verdes Equo o equivalente).

### Elecciones vascas de 2012

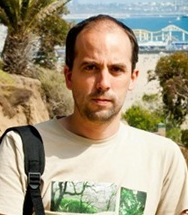
Aitor Urresti, excoportavoz de EQUO Euskadi.

Aitor Urresti, ingeniero industrial de energía solar y coportavoz de EQUO Euskadi, federación vasca de EQUO, se presenta a las elecciones al Parlamento Vasco de 2012. Ha elegido a sus candidatos mediante primarias de afiliados y simpatizantes, en las que cualquier afiliado a EQUO podía ser elegido. El candidato a lehendakari y cabeza de lista de la circunscripción de Álava es Aitor Urresti, ingeniero industrial, coportavoz de EQUO Euskadi, docente en la Universidad del País Vasco y activista de Fracking Ez, plataforma en contra del sistema de fractura hidráulica para la obtención de gas en Euskadi. El candidato en persona acudió a la Junta Electoral Central para registrar la inscripción de EQUO Euskadi a las elecciones autonómicas vascas bajo la denominación de "Equo Berdeak – Euskal Ekologistak" (en castellano, "Equo Verdes – Ecologistas Vascos").
Para elaborar su programa político, EQUO Euskadi abrió la posibilidad de que los ciudadanos enviasen propuestas y comentarios a través de Internet.
Unos meses antes de las elecciones, la Fundación Equo y la Fundación Verde Europea (Green European Foundation) organizaron la IV Universidad Verde de Verano en la ciudad vasca de Vitoria, capital verde europea en 2012. Esta edición se centró en la resolución de la crisis sistémica mediante el Green New Deal, cuyas propuestas se integraron en el programa político de EQUO a las elecciones vascas según declaraciones de Aitor Urresti.
Las cabezas de lista de las otras dos circunscripciones electorales son Rosa Martínez en Vizcaya y Mónica Monteagudo en Guipúzcoa.
EQUO Euskadi obtuvo 11 639 votos (1,05 %) y no consiguió entrar en el Parlamento Vasco; si bien en la circunscripción electoral de Álava se quedó cerca del 3 % de votos necesarios para obtener representación, ya que consiguió un 2,76 % de los votos emitidos, a 300 votos de Ezker Anitza (federación vasca de IU) (2,96 %) y superando ampliamente a Ezker Batua-Berdeak (1,61 %).

### Elecciones gallegas de 2012
EQUO Galicia, nombre de la federación gallega de EQUO, se presenta a las elecciones al Parlamento de Galicia de 2012 en la coalición Alternativa Galega de Esquerda junto a Anova-Irmandade Nacionalista, Esquerda Unida y Espazo Ecosocialista Galego, tras su aprobación en una votación abierta y horizontal entre los afiliados y simpatizantes gallegos de EQUO.
Asimismo, se eligieron dos candidatos de EQUO Galicia por provincia para conformar las listas de la coalición, mediante un proceso de primarias abierto igualmente a afiliados y simpatizantes.
La coalición AGE se convirtió en la tercera fuerza política gallega con el 14 % de los votos y 9 diputados, ninguno de ellos de EQUO.

### Consejo de Primavera 2013 del Partido Verde Europeo en Madrid
El Partido Verde Europeo celebró el Consejo de Primavera 2013 en Madrid, siendo EQUO el partido anfitrión. Los días 10, 11 y 12 de mayo los ecologistas diseñaron a nivel europeo sus estrategias políticas en materia de empleo y economía sostenible. Asimismo, con vistas a las Elecciones europeas de 2014, dieron un impulso a EQUO mediante su integración como miembro del Partido Verde Europeo.

### Elecciones europeas de 2014

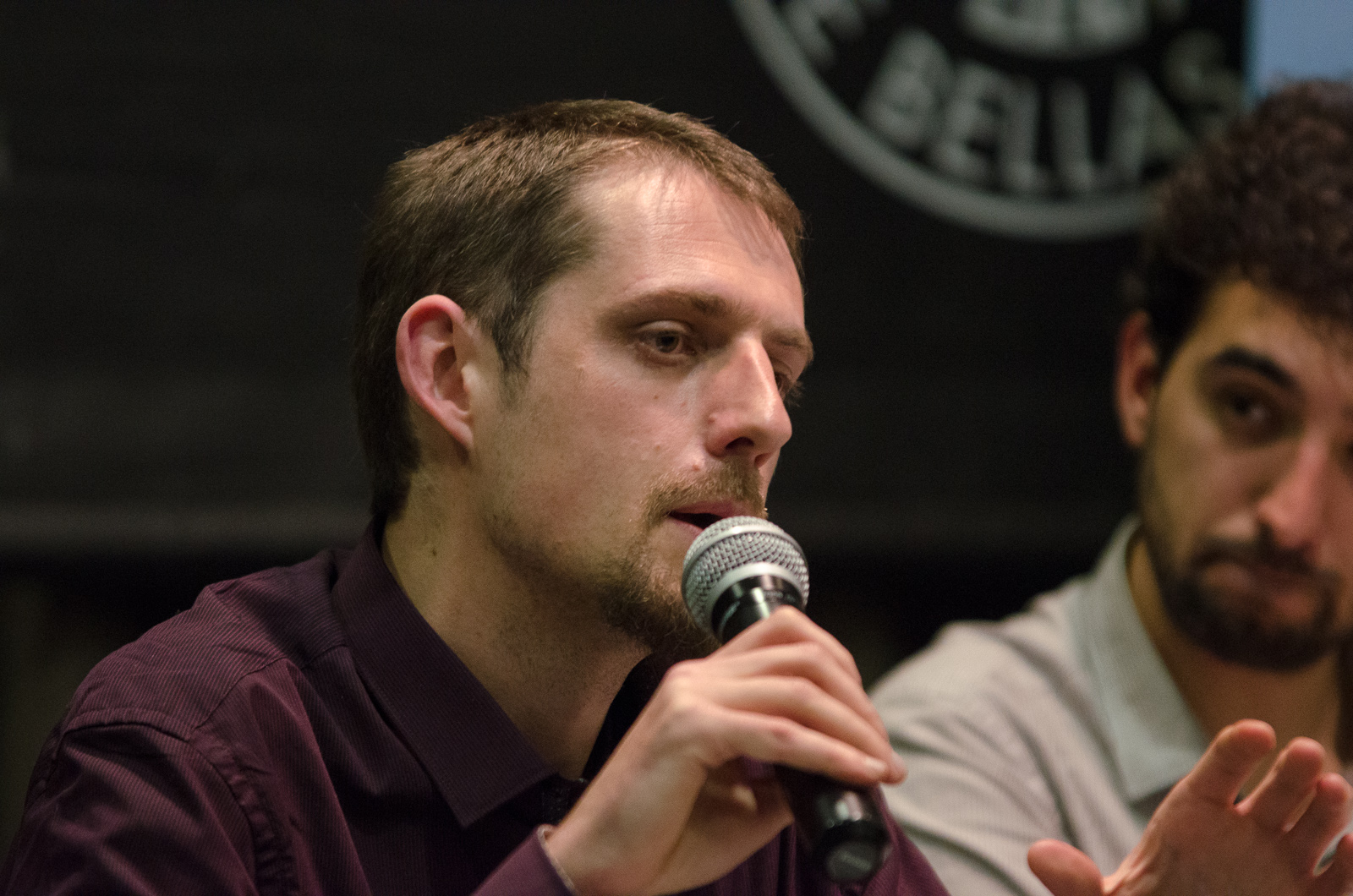
Florent Marcellesi, exdiputado del Parlamento Europeo.

EQUO se presentó para las elecciones europeas de 2014 en la coalición Primavera Europea con Compromís, entre otros partidos. El cabeza de lista fue Jordi Sebastià, de Compromís, y el número dos Florent Marcellesi, de EQUO. Debido al hecho de haber obtenido un solo diputado en las elecciones, y en virtud del acuerdo de coalición, Sebastià y Marcellesi se turnarán en el parlamento europeo, comenzando Sebastià y terminando Marcellesi.
El candidato de EQUO fue elegido en primarias abiertas, tras dos fases de votación con 70 candidaturas. El ganador fue el activista y divulgador ecologista Florent Marcellesi, después de una segunda vuelta en la que votaron 2457 personas de un total de 16 132 con derecho a voto.
En esta coalición electoral, además de Compromís, participaron Chunta Aragonesista (CHA), Democracia Participativa (Participa), Por un Mundo más Justo (PUM+J), Partido Castellano (PCAS), Socialistas Independientes de Extremadura (SIEX), Coalición Caballas y Socialistas por Tenerife (SxTf).
Sus candidatos a la presidencia de la Comisión Europea fueron Ska Keller y José Bové.

### Elecciones municipales y autonómicas de 2015

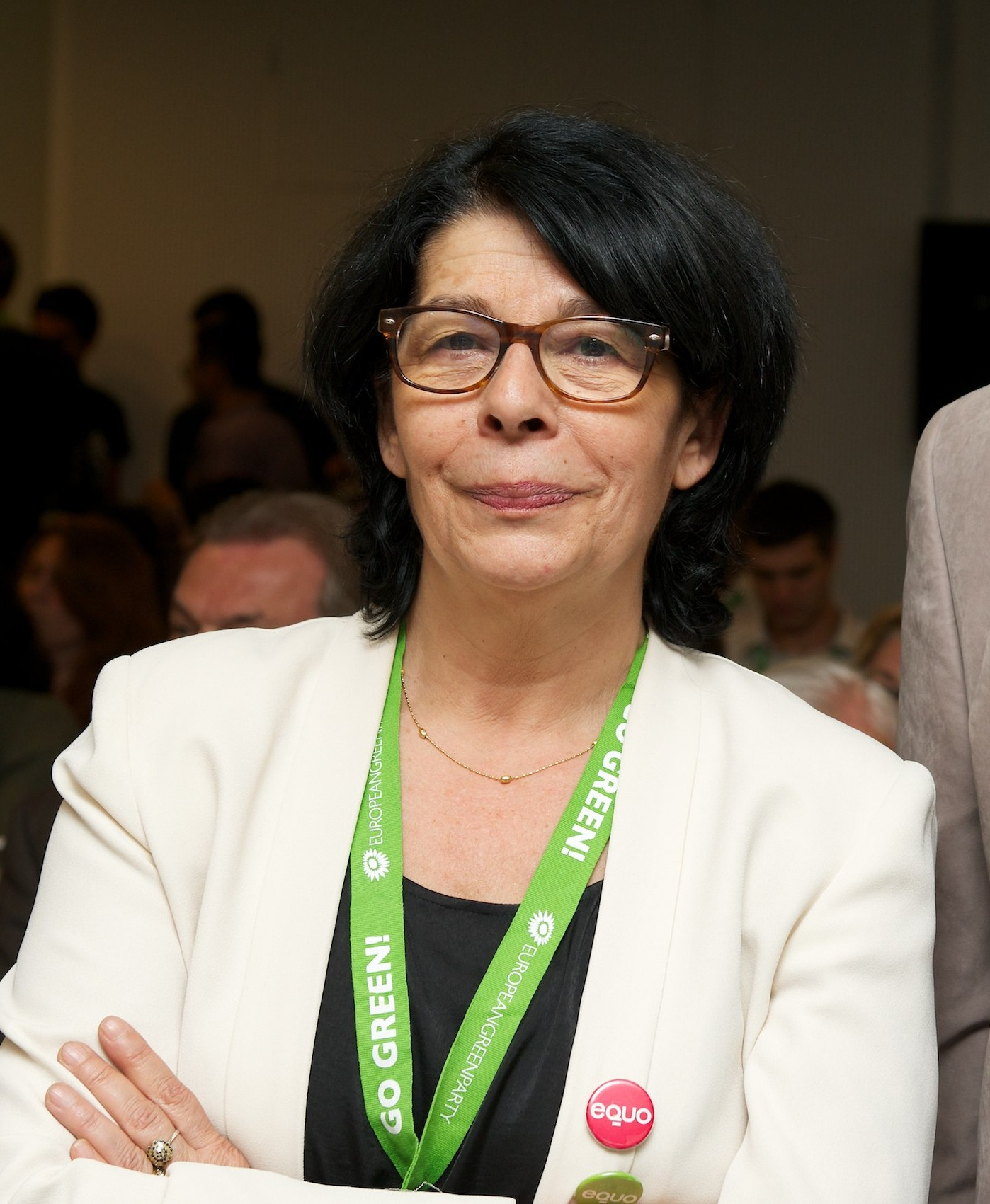
Inés Sabanés, exconcejal de Medio Ambiente del Ayuntamiento de Madrid, impulsora de Madrid Central y exdiputada en el Congreso de los Diputados.

De cara a las elecciones municipales y autonómicas de 2015 EQUO se presentó en multitud de ocasiones dentro de coaliciones con otros partidos.
- Andalucía
  - EQUO Andalucía se presentó a las municipales de 2015 en las candidaturas de unidad popular que integraba o apoyaba Podemos, casi todas sin que la integrará o apoyará Izquierda Unida Los Verdes-Convocatoria por Andalucía.

- Aragón
  - En las autonómicas de Aragón, EQUO Aragón se presentó en solitario.
  - En las municipales de Aragón, EQUO Aragón se presentó junto a Izquierda Unida de Aragón, Puyalón, Piratas de Aragón, Demos+! Ganemos Aragón y Somos, con participación y apoyo de Podemos sin aportar su marca, acuerdo en casi todos los municipios pero no todos.

- Asturias
  - En las autonómicas de Asturias, EQUO Asturies se presentó en solitario.
  - En las municipales de Asturias, EQUO Asturies se presentó en solitario en algunos municipios y en coalición en otros (con Podemos en Gijón -Xixón Sí Puede-).

- Cantabria
  - En las autonómicas de Cantabria, EQUO Cantabria se presentó en solitario.
  - En las municipales de Cantabria, EQUO Cantabria se presentó en solitario, acuerdo en casi todos los municipios pero no todos.

- Castilla‑La Mancha
  - En las autonómicas EQUO renunció a las autonómicas a cambio del apoyo de Podemos a las listas municipales de Ganemos (EQUO pide el voto para Podemos)
  - En las municipales compuso candidaturas de unidad popular integradas por Podemos, Ganemos Castilla‑La Mancha, Izquierda Unida Castilla‑La Mancha, EQUO Castilla‑La Mancha y otras formaciones de izquierda locales.

- Castilla y León
  - En las autonómicas se presenta EQUO CyL junto a Izquierda Unida de Castilla y León
  - En las municipales se presenta EQUO CyL junto a Izquierda Unida de Castilla y León y otras formaciones locales de izquierda en la mayoría de ellas no participa Podemos.

- Cataluña

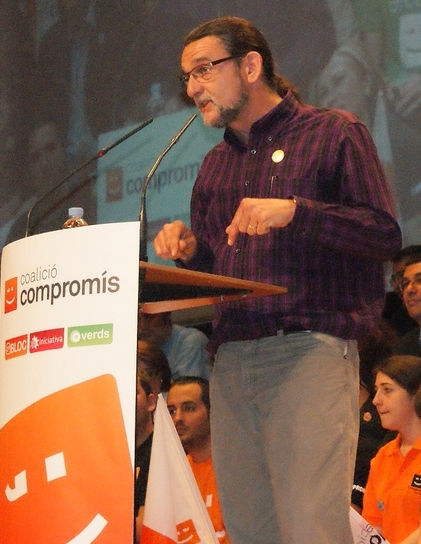
Juan Ponce, exmiembro de las Cortes Valencianas.

  - El referente de EQUO en Cataluña es Iniciativa per Catalunya Verds.
  - En las municipales compuso candidaturas de unidad popular integradas por los partidos Iniciativa per Catalunya Verds-Equo, Esquerra Unida i Alternativa-Izquierda Unida, Procés Constituent, Podemos y Barcelona en Comú.

- Ceuta
  - El referente de EQUO en Ceuta es Coalición Caballas.
  - EQUO confluyó en Coalición Caballas formada por Unión Demócrata Ceutí y Partido Socialista del Pueblo de Ceuta, tiene un acuerdo de colaboración con EQUO.

- Comunidad Valenciana
  - El referente de EQUO en Comunidad Valenciana es Verds-Equo del País Valencià.
  - Verds-Equo del País Valencià que integra la coalición para autonómicas y municipales de: Coalició Compromís (Coalición Compromiso en castellano) es una coalición política de la Comunidad Valenciana, creada por el Bloc Nacionalista Valencià (Bloc), Iniciativa del Poble Valencià (Iniciativa) y Els Verds - Esquerra Ecologista del País Valencià (EV-EE). Este último partido fue sustituido en octubre de 2014 por Verds-Equo del País Valencià (Verds).

- Extremadura

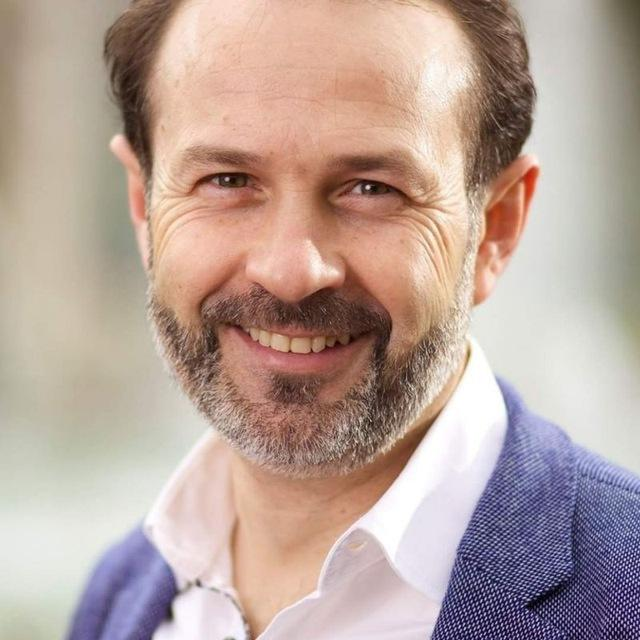
José Ramón Becerra, exmiembro del Parlamento Vasco y director general de Derechos de los Animales del Gobierno de España.

  - En municipales integra o apoya las candidaturas de unidad popular integradas entre otros por militantes de Izquierda Unida Extremadura, no así por sus cúpulas, que crearon listas paralelas, perjudicando la obtención de buenos resultados.
  - En autonómicas se presenta en la candidatura de confluencia Adelante Extremadura, que tuvo muy poca repercusión al no estar integrada por Izquierda Unida Extremadura ni Podemos.

- Galicia
  - En municipales concurrieron en candidaturas de unidad popular compuestas por En Marea, EU, Anova, Podemos, EQUO, CxG, EEG, dependiendo de municipio y acuerdos locales.

- Islas Baleares
  - El referente de EQUO en Baleares es IniciativaVerds-EQUO.
  - IniciativaVerds, que integra la Coalición a municipales y autonómicas MÉS compuesta por Partit Socialista de Mallorca, Entesa per Mallorca, Iniciativa Verds, PSM-Entesa Nacionalista (PSM-EN), Iniciativa Verds-Equo (IV-EQUO), Bloque por Felanich (Bloc), DEMOS +

- Canarias
  - El referente de EQUO en Canarias es la fusión de Los Verdes de Canarias y el Partido Verde Canario para dar como resultado EQUO Canarias.[127]
  - En municipales integran candidaturas de unidad popular conformadas principalmente por: organizaciones como Podemos, los Verdes- Partido Verde Canario, Ganemos, el Partido Humanista, el Partido por los Servicios Públicos y Empleados Públicos e Izquierda Unida Canaria (IUC).
  - En autonómicas no se presentan y no piden oficialmente el voto para nadie en concreto.

- La Rioja
  - En municipales Cambia La Rioja Izquierda Unida La Rioja, EQUO La Rioja y otras formaciones locales.
  - En Autonómicas Cambia La Rioja Izquierda Unida La Rioja, EQUO La Rioja

- Comunidad de Madrid
  - En municipales integra la candidatura Ahora Madrid conformada por: Podemos, Ganemos Madrid, EQUO, PUM+J, CxM, Piratas Madrid, Juventud sin futuro, CLI-AS, Partido X, miembros y exmiembros de IUCM, no forma parte de estas candidaturas Izquierda Unida.
  - En autonómicas se integra en la candidatura de Podemos.

- Melilla
  - EQUO en solitario.

- Región de Murcia
  - En municipales y autonómicas EQUO Murcia integra en las candidaturas que integra o apoya Podemos Región de Murcia.[128]

- Navarra
  - En autonómicas y municipales EQUO Navarra integra la candidatura EQUO-Partido Verde Europeo-Europako Alderdi Berdea (EQUO).

- País Vasco
  - En municipales integró las candidaturas de unidad popular compuestas por Ezker Anitza, Podemos, EQUO, ALTER.

### Elecciones generales de España de 2015 y 2016
Tres diputados de la formación resultan electos en las elecciones generales del 20 de diciembre de 2015. Dos en las candidaturas de Podemos y un tercero en la confluencia Alto Aragón en Común. Los electos son: Juantxo López de Uralde (Álava), Rosa Martínez (Vizcaya) y Jorge Luis (Huesca). Tras fallar la investidura, EQUO se presenta como el tercer miembro de la coalición formada por Podemos e Izquierda Unida para las elecciones generales de 2016, volviendo a obtener escaño los tres parlamentarios de la anterior legislatura. En la ronda de consultas del Rey, Rosa Martínez fue a ver al monarca por primera vez en nombre de la formación.

### Elecciones de Andalucía de 2018
Para las andaluzas de 2018, negoció ir en la coalición con Adelante Andalucía, aunque finalmente la abandonó al no tener ningún candidato como de cabeza de lista. Finalmente se presentaron en coalición con Iniciativa del Pueblo Andaluz con la denominación «EQUO-Iniciativa Andalucía» con Carmen Molina como candidata a la Presidencia. El partido fue la 8ª fuerza política con 15 172 votos.

### Elecciones autonómicas de España de 2019
Para las elecciones autonómicas de 2019, EQUO reeditó algunas de las alianzas de las elecciones de 2015, se presentó en solitario en otros territorios, y convergió con sus socios de Unidas Podemos en otros (ver la tabla adjunta).

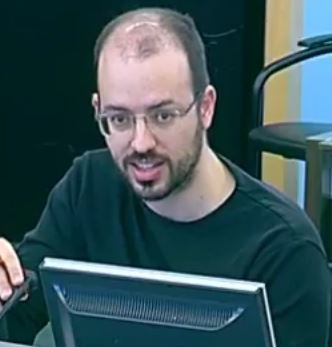
Jorge Luis Bail, exmiembro del Congreso de los Diputados y exalcalde de Loporzano.

### Elecciones generales de España de noviembre de 2019y ruptura de EQUO
Para las elecciones de noviembre de 2019 el 58,7 % de la afiliación de EQUO decidió presentarse junto a Más País, Compromís y Chunta Aragonesista. A causa de ello EQUO no se presentó a las elecciones en toda España, sino solo en algunas circunscripciones: Madrid, Zaragoza, Valencia, Alicante, Castellón, Sevilla, Málaga, Granada, Almería, Vizcaya, Murcia, Asturias, Santa Cruz de Tenerife, Las Palmas de Gran Canaria, La Coruña y Pontevedra.
EQUO obtuvo el escaño de Inés Sabanés en estas elecciones. La diputada de EQUO se incorporó al Grupo Parlamentario Plural, junto con el diputado de Más País, el diputado de Compromís y el diputado del Bloque Nacionalista Galego.
Donde no se presentó en estas elecciones integrando ninguna coalición EQUO pidieron el voto para Unidas Podemos o equivalente.

### Elecciones vascas y gallegas de 2020
En ambos comicios EQUO se presentó en solitario y sin lograr obtener representación parlamentaria.

### Elecciones andaluzas de 2022
En noviembre de 2021 Verdes Equo Andalucía llegó a acuerdos para presentarse en una coalición electoral con Más País Andalucía, Iniciativa del Pueblo Andaluz y Andalucía por Sí denominada Andaluces Levantaos; pero en abril de 2022 se anunció el acuerdo de la mayoría de los partidos constituyentes de Andaluces Levantaos con los de Unidas Podemos por Andalucía (IULV-CA, Podemos Andalucía y Alianza Verde) para formar una nueva coalición conjunta: Por Andalucía.

### Elecciones Canarias
- Elecciones al Parlamento de Canarias de 2023, Elecciones municipales de 2023 en Canarias y Elecciones a los Cabildos Insulares de Canarias 2023: Drago Verdes Canarias. El 3 de marzo de 2023, Drago Canarias, junto a Verdes Equo Canarias-Los Verdes de Canarias y Los Verdes-Grupo Verde-El Partido Verde Canario anunciaron que concurrirían juntas bajo la denominación 'Drago Verdes Canarias'. El objetivo de esta alianza es la defensa y el desarrollo de Canarias desde la sostenibilidad como base para un futuro económico, social y cultural. Drago Verdes Canarias también quiere dignificar la vida institucional y social en Canarias ante el descrédito de la clase política y movilizar a los canarios para que no se abstengan a votar. Él cabeza de lista a la Asamblea de Canarias 2023 por la circunscripción de Gran Canarias es Pedro Pablo Medina que pertenece al partido político Los Verdes-Grupo Verde-El Partido Verde Canario.[138]

### Elecciones generales de España de 2023
- Verdes Equo se integró en todas las circunscripciones de España tanto al Congreso de los Diputados como al Senado en la coalición Sumar. Encabezaron las listas en las circunscripciones de Circunscripción electoral de Almería y Circunscripción electoral de Ciudad Real, ocupando la segunda posición en Circunscripción electoral de Málaga, Circunscripción electoral de Albacete  y Circunscripción electoral de Guipúzcoa, no obteniendo escaño, aunque finalmente se integró Mar González como asesora en el grupo parlamentario de Sumar y representante de Verdes Equo en la comisión de coordinación de Sumar.

### Elecciones al Parlamento Europeo de 2024 (España)
- Verdes Equo se integró en la coalición Sumar. Florent Marcellesi fue en el número 7, Helena Vidal Brazales fue en el número 17, Mateo Quirós Hernández en el número 27, Irene Vivas Lalinde en el número 37, Ángel Esteban Villabona en el número 47 de la lista.[139] No obteniendo representación entre los 3 escaños que obtuvo la coalición. Ángel Villabona se incorporó al equipo de Jaume Asens

## Organización

### Fundación Equo
EQUO adoptó en sus inicios la forma jurídica de una fundación. Tras la creación del partido político, la fundación siguió existiendo. Está dirigida por un patronato, cuyos componentes son: Juan López de Uralde; Reyes Montiel; Alejandro Sánchez; Monica Frassoni, copresidente del Partido Verde Europeo; Santiago Martín Barajas; Cecilia Carballo , Pepa López; Nacho González; Cristina Monge Lasierra; y Raúl Gómez, secretario de la Fundación. Además, esta cuenta con un Consejo Asesor, formado por científicos, políticos, profesores universitarios, activistas sociales y periodistas.
Forman parte del Consejo Asesor de la Fundación Equo políticos como Mònica Oltra (portavoz y diputada de Iniciativa del Poble Valencià-Coalició Compromís), David Abril (coordinador general de IniciativaVerds y exdirigente de EUIB) y Joaquín Nieto (director general de la Organización Internacional del Trabajo en España).

### Manifiesto fundacional
El 4 de junio de 2011, aprovechando que la jornada siguiente era el Día Mundial del Medio Ambiente, tuvo lugar un encuentro organizado por EQUO en el que participaron más de 30 organizaciones políticas verdes y progresistas de todo el país con el objetivo de confluir para la puesta en marcha de un proyecto político estatal que concurriera a las elecciones generales. Dicho encuentro contó con la presencia, entre otros, de Juan López de Uralde y Inés Sabanés o personalidades como la diputada de Coalició Compromís Mònica Oltra, quien explicó la experiencia de su formación en la Comunidad Valenciana o la presidenta del Partido Verde Europeo, Monica Frassoni. También asistió una representación de Iniciativa per Catalunya Verds que manifestó su voluntad de firmar un acuerdo de asociación con EQUO. El manifiesto del 4 de junio recogía la voluntad de unión y acción de estas organizaciones:

Vivimos una profunda crisis económica y ecológica, social y política, en el mundo y en España. Es una crisis sistémica y una crisis de valores, que exige iniciar la transición hacia un sistema basado en la sostenibilidad ambiental, la equidad social y la participación política activa. Con ese objetivo las organizaciones abajo relacionadas nos reunimos en Madrid para unir nuestras fuerzas en un proyecto político nuevo para buscar respuestas y fórmulas alternativas desde la transformación ecológica, social, ética y democrática de la sociedad.

### Partido político
El partido posee los siguientes órganos internos:
- Asamblea Federal. Integrada por todos los afiliados y simpatizantes de EQUO (la "Equomunidad"). Establece la línea política, crea el programa y elige los órganos y cargos federales del partido.

- Mesa Federal. Es el órgano federal de coordinación y representación territorial. Principalmente supervisa la labor de la Comisión Ejecutiva Federal.

- Comisión Ejecutiva Federal. Es el órgano permanente de coordinación política. Junto a las 2 personas coportavoces, está compuesta por 12 miembros elegidos de forma paritaria por género.

- Coportavocía. EQUO cuenta con dos representantes, hombre y mujer.

- Otros órganos: "Tesorería", "Comisión de Respeto y Transparencia", "Comisión de Control Financiero y Administración" y "Unidad administrativa de Censo y Recaudación".

El partido se configura siguiendo un esquema federal, en el cual las organizaciones federadas de cada comunidad autónoma son soberanas en su ámbito de actuación y podrán tener personalidad jurídica propia. Estas organizaciones federadas deberán incluir la palabra Equo en su denominación. Esta fórmula jurídica ha sido utilizada exclusivamente por Verds-EQUO País Valencià, partido federado a EQUO en la Comunidad Valenciana y miembro de Coalició Compromís, y por Iniciativa-Verds de Mallorca y Miembro de la Coalición Més per Mallorca. Aunque existe una federación catalana de EQUO, esta no concurre en solitario a las elecciones en Cataluña, al estar presente allí otro partido miembro del Partido Verde Europeo (Esquerra Verda, anteriormente Iniciativa per Catalunya Verds ). Ambos partidos se reconocen como representantes del Partido Verde Europeo en Cataluña y en España respectivamente.

## Relación con la Confederación de Los Verdes
El 25 de septiembre de 2010 se llevó a cabo una reunión de los partidos integrantes de la Confederación de Los Verdes, con la asistencia de Alejandro Sánchez y la moderación del Partido Verde Europeo, para determinar si el movimiento en marcha que terminaría siendo EQUO se formaría en torno a la Confederación o no.[cita requerida] La práctica totalidad de los partidos de la Confederación presentes (Los Verdes de Andalucía, Partido Verde Canario, Los Verdes de Asturias, Euskadi Berdeak, Los Verdes de Aragón, Coordinadora Verde de Madrid, Los Verdes de Extremadura, Los Verdes de Murcia, Els Verds de Mallorca, Els Verds de Menorca, Los Verdes de Segovia) firmaron un manifiesto de apoyo a EQUO:

Declaración de apoyo al proyecto EQUO
Reunidos los partidos verdes de diferentes ámbitos autonómicos y territoriales del Estado que forman parte de la Confederación de Los Verdes y del Partido Verde Europeo, Los Verdes de Andalucía, Partido Verde Canario, Los Verdes de Asturias, Euskadi Berdeak, Los Verdes de Aragón, Coordinadora Verde de Madrid, Los Verdes de Extremadura, Los Verdes de Murcia, Els Verds de Mallorca, Els Verds de Menorca, Los Verdes de Segovia, en sesión celebrada en Madrid, el 24 de septiembre de 2010, con presencia de Alejandro Sánchez (EQUO) y de Stèphane Sitbon- Gómez (Partido Verde Europeo).
RESUELVEN
Apoyar la iniciativa del proyecto EQUO, liderado por Juan López de Uralde, con el objetivo de contribuir a la construcción de una fuerza política verde estatal que represente las posiciones y propuestas de la ecología política, al mismo tiempo apoyamos los planteamientos ideológicos del Proyecto EQUO, convencidos de que la Ecología y la Igualdad han de ser centro y objetivo para salir de la crisis económica, social y ecológica, así como para establecer los valores de la ética política como ejemplo de una nueva forma de compromiso con la ciudadanía. Decidimos contribuir con el esfuerzo de cada uno de los partidos firmantes a la presencia concejales en los municipios, y de diputados verdes tanto en el Congreso de los Diputados como en el Parlamento Europeo que defiendan intereses y valores innovadores para afrontar la crisis global pensando en las personas y la naturaleza.

No lo hizo Els Verds del País Valencià, que asistió a la reunión, proponiendo en su lugar una "reforma" de la Confederación. Los firmantes de la declaración de apoyo a EQUO suscribieron posteriormente el manifiesto fundacional de Equo en junio de 2011.
La divergencia con la Confederación, así como con Gira Madrid-Los Verdes, se acentuó al afrontar las elecciones generales de 2011, en las que la Confederación entró en una coalición encabezada por Izquierda Unida. También se produjeron movimientos de EQUO y la Confederación respecto al Partido Verde Europeo. Mientras que este mostraba un apoyo explícito a EQUO en el congreso realizado en París en noviembre de 2011, la Confederación trataba en dicho congreso de enmendar dicha resolución para que fuese abandonada y se mostrase apoyo en su lugar a la coalición liderada por Izquierda Unida.
En abril de 2012, se hizo público que la Confederación de Los Verdes estrecharía sus lazos con Izquierda Unida, participando en la X Asamblea Federal de IU. El líder de Opció Verda y coportavoz de la Confederación, Joan Oms, acusó a EQUO de "irresponsabilidad" y "oportunismo", calificando sus resultados en las anteriores elecciones (generales y autonómicas en Andalucía y Asturias) de "fracaso". En respuesta, organizaciones de EQUO afirmaron que el Partido Verde Europeo se había dirigido a Els Verds del País Valencià para pedirles que se unieran a EQUO, y que este planeaba expulsar a la Confederación en un plazo de dos meses. Finalmente el Partido Verde Europeo expulsó a la Confederación de su seno en mayo de 2012 para ser sustituida por EQUO en mayo de 2013.

## Federaciones del partido
| Región                 | Federación                     | Elecciones autonómicas                                           | Candidatura                       | Socios |
| ---------------------- | ------------------------------ | ---------------------------------------------------------------- | --------------------------------- | --- |
| Andalucía              | Verdes Equo Andalucía          | Elecciones al Parlamento de Andalucía de 2018                    | EQUO Verdes-Iniciativa Andalucía  | Iniciativa del Pueblo Andaluz                                                                                        |
| Andalucía              | Verdes Equo Andalucía          | Elecciones al Parlamento de Andalucía de 2022                    | Por Andalucía                     | IULV-CA, Podemos Andalucía, Más País, Iniciativa del Pueblo Andaluz y Alianza Verde                                  |
| Aragón                 | Verdes Equo Aragón             | Elecciones a las Cortes de Aragón de 2019                        | Podemos-EQUO                      | Podemos Aragón |
| Principado de Asturias | Verdes Equo Asturies           | Elecciones a la Junta General del Principado de Asturias de 2019 | Verdes-EQUO                       | Los Verdes de Asturias                                                                                               |
| Islas Baleares         | Verds Equo Illes Balears       | Elecciones al Parlamento de las Islas Baleares de 2019           | Més per les Illes Balears         | Més per les Illes Balears                                                                                            |
| Canarias               | Verdes Equo Canarias           | Elecciones al Parlamento de Canarias de 2023                     | Drago Verdes Canarias             | Drago Canarias, Verdes Equo Canarias y Los Verdes                                                                    |
| Cantabria              | Verdes Equo Cantabria          | Elecciones al Parlamento de Cantabria de 2019                    | Izquierda Unida-EQUO              | Izquierda Unida |
| Castilla y León        | Verdes Equo Castilla y León    | Elecciones a las Cortes de Castilla y León de 2019               | Podemos-EQUO                      | Podemos |
| Castilla y León        | Verdes Equo Castilla y León    | Elecciones a las Cortes de Castilla y León de 2022               | Pidió el voto para Unidas Podemos | Podemos, Izquierda Unida, Alianza Verde, Anticapitalistas y Alternativa Republicana                                  |
| Cataluña               | Verds Equo Catalunya           | Elecciones al Parlamento de Cataluña de 2017                     | Catalunya en Comú-Podem           | Catalunya en Comú, Barcelona en Comú, Podem Catalunya, Esquerra Unida i Alternativa e Iniciativa per Catalunya Verds |
| Cataluña               | Verds Equo Catalunya           | Elecciones al Parlamento de Cataluña de 2021                     | En Comú Podem                     | Catalunya en Comú, Barcelona en Comú, Podem Catalunya, Esquerra Unida Catalunya y Esquerra Verda                     |
| Cataluña               | Verds Equo Catalunya           | Elecciones al Parlamento de Cataluña de 2024                     | Comuns Sumar                      | Catalunya en Comú, Barcelona en Comú, Esquerra Unida Catalunya y Esquerra Verda                                      |
| Castilla-La Mancha     | Verdes Equo Castilla-La Mancha | Elecciones a las Cortes de Castilla-La Mancha de 2019            | Unidas Podemos                    | Podemos e Izquierda Unida                                                                                            |
| Ceuta                  | Verdes Equo Ceuta              | Elecciones a la Asamblea de Ceuta de 2019                        | Unidas Podemos Ceuta              | Podemos e Izquierda Unida                                                                                            |
| Comunidad Valenciana   | Verds Equo del País Valencià   | Elecciones a las Cortes Valencianas de 2023                      | Compromís                         | Bloc e Iniciativa |
| Extremadura            | Verdes Equo Extremadura        | Elecciones a la Asamblea de Extremadura de 2023                  | Unidas por Extremadura            | Podemos, Izquierda Unida y Extremeños                                                                                |
| Galicia                | Verdes Equo Galicia            | Elecciones al Parlamento de Galicia de 2016                      | En Marea                          | Podemos, Esquerda Unida, Anova y Mareas                                                                              |
| Galicia                | Verdes Equo Galicia            | Elecciones al Parlamento de Galicia de 2020                      | EQUO Galicia                      | En solitario |
| Galicia                | Verdes Equo Galicia            | Elecciones al Parlamento de Galicia de 2024                      | Sumar Galicia                     | Movemento Sumar Galicia y Esquerda Unida                                                                             |
| Comunidad de Madrid    | Verdes Equo Madrid             | Elecciones a la Asamblea de Madrid de 2023                       | Más Madrid                        | Más Madrid |
| Comunidad de Madrid    | Verdes Equo Madrid             | Elecciones a la Asamblea de Madrid de 2021                       | Más Madrid                        | Más Madrid |
| Melilla                | Verdes Equo Melilla            | Elecciones a la Asamblea de Melilla de 2019                      | Unidas Podemos Melilla            | Podemos e Izquierda Unida                                                                                            |
| Región de Murcia       | Verdes Equo Región de Murcia   | Elecciones a la Asamblea Regional de Murcia de 2023              | Podemos-EQUO                      | Podemos |
| Navarra                | Verdes Equo Navarra-Nafarroa   | Elecciones al Parlamento de Navarra de 2023                      | EQUO-Partido Verde Europeo        | En solitario |
| País Vasco             | Berdeak Equo                   | Elecciones al Parlamento Vasco de 2016                           | Elkarrekin Podemos                | Podemos y Ezker Anitza                                                                                               |
| País Vasco             | Berdeak Equo                   | Elecciones al Parlamento Vasco de 2020                           | Equo Berdeak                      | En solitario |
| País Vasco             | Berdeak Equo                   | Elecciones al Parlamento Vasco de 2024                           | Sumar                             | Sumar Mugimendua, Ezker Anitza y Más Euskadi                                                                         |
| La Rioja               | Verdes Equo La Rioja           | Elecciones al Parlamento de La Rioja de 2023                     |                                   | |

## Resultados electorales
aEntre paréntesis aparece el resultado si se suman los datos correspondientes a la coalición valenciana Compromís-EQUO, que se contabilizaba por separado oficialmente.

## Actualmente
- El Acuerdo del Turia suma así los siguientes partidos (febrero 2023):[152]
  - Más País
  - Compromís
  - Movimiento por la Dignidad y la Ciudadanía Ceuta
  - Ara Més (MÉS per Menorca, MÉS per Mallorca, Ara Eivissa y Ara Formentera)
  - Chunta Aragonesista
  - Verdes Equo
  - Coalición por Melilla (expulsado en mayo de 2023)
  - Proyecto Drago
- Todos los partidos de El Acuerdo del Turia se presentaron integrados en Sumar (coalición) a Elecciones generales de España de 2023.